# NS 1000 sorozat
Az NS 1000 sorozat egy Holland 1500 V DC egyenáramú, (1A)'Bo(A1)' tengelyelrendezésű villamosmozdony-sorozat volt. Az Nederlandse Spoorwegen üzemeltette. Összesen 10 db készült belőle 1948-ban az SLM-nél. A sorozat 1982-ben lett selejtezve.